# Герб Ильинского района (Пермский край)
Герб Ильинского района — официальный символ Ильинского района Пермского края Российской Федерации.
Ныне действующий герб Ильинского района утверждён решением Земского Собрания Ильинского муниципального района от 27 июня 2008 года № 445 «Об официальных символах муниципального образования „Ильинский муниципальный район“» и внесён в Государственный геральдический регистр Российской Федерации с присвоением регистрационного № 4484.

## Геральдическое описание герба
В пересеченном червленом и зеленом поле, поверх деления – серебряная перевязь, сопровождаемая в левом верхнем углу отторгнутой головой медведя того же металла. Щит увенчан золотой короной, соответствующей статусу муниципального района.

## Символика
- серебряная голова медведя (символ Прикамья), обращенная вправо, на красном (червленом) поле символизирует гербовую память о благородной династии графов Строгановых, определивших селу Ильинскому роль административного центра Пермских владений;
- зеленый цвет поля свидетельствует об экологически чистой природе Ильинского муниципального района, развитии сельского хозяйства и наличии природных богатств;
- лазоревая перевязь символизирует о разделе территории муниципального района на левобережную и правобережную части водными просторами.

## История

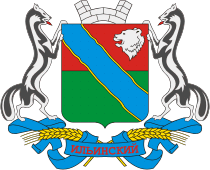
Герб посёлка Ильинский, 2004 год.

Решением Земского Собрания Ильинского района от 26 февраля 2004 года № 9 «Утверждение Положения о гербе п. Ильинский» был утверждён герб посёлка Ильинский, автором которого был Ю. К. Николаев, а художником А. П. Зырянов. Описание герба: «Щит пересеченный на красное и зеленое обременен лазоревой перевязью справа и она же обрамлена узкой золотой полоской. В красном поле серебряная голова медведя слева обращенная вправо. Щит венчает двухбашенная серебряная корона. При парадном изображении герба по сторонам щита щитодержатели в виде черных соболей, стоящие на лазоревой ленте, переплетающей два золотых колоса. Под оконечностью щита на ленте красные литеры „Ильинский“.»